# Carroll William Dodge
Carroll William Dodge ( 20 de enero de 1895 – 21 de julio de 1988 ) fue un botánico, liquenologo, micólogo, y explorador estadounidense notable por su obra sobre hongos parásitos de humanos y de mamíferos, líquenes asociados a hongos, y hongos que forman esporóforos subterráneas.
En 1934 acompaña a Paul Hamilton Allen y a Julian Steyermark en una expedición botánica de seis meses colectando en Panamá.

## Algunas publicaciones
- c.w. Dodge. 1953, Some lichens of tropical Africa (I). Ann. Mo. Bot. Garden. 40:211-401

- --------------. 1926, Lichens of Gaspe Peninsula, Quebec. Rhodora 28: 157-161; 205-207:2 26-232 (contr. Cryptogemic lab. Harvard University, 94

- --------------, Vareschi. 1956 Resultados liquenológicos de excursiones efectuadas en Venezuela. No 1 Acta Biol. Venezuelica 2: 1-12

- --------------. 1957. The Machris Brazilian Expedidtion. Botany; the Lichens. Los Ángeles County Mus. Contr. Sci 4:1-2

- --------------. 1959, Liches. En: Plants of Tonga. Ed, Truman George Yuncker. Ernice P. Bishop Mus Bull. 220: 12-14

- --------------. 1966, New lichens from Chile (I) Nova Hedwigia 12: 307:352

- --------------. 1966. Lichen from Kerguelen collected by E. Aubert de la Rue. Terrifore Terres Australea Antarct. Francis CNFRA. 15:1-8

- --------------. Lichens, 1969. En: The flora of Snarls Island, New Zeal. Ed. Brian A. Fineran. Trans. Roy. Soc. New Zeal. Bot. 3: 245-250

- s.m. Zeller, c.w. Dodge. 1918, Rhizopogon. Ann. Mo. Bot. Grad. 5: 1-36

- --------------, -------------. 1918, Gauiteria. Ann. Mo. Bot. Grad. 5: 133-142

- --------------, -------------. 1918, Arcangeliella, Gtmnomyces, Macromanites. Ann. Mo. Bot. Grad. 6: 49-59

- --------------, -------------. 1918, Leucogastor and Leucophlebs. Ann. Mo. Bot. Grad. 11:389-410
- La abreviatura «C.W.Dodge» se emplea para indicar a Carroll William Dodge como autoridad en la descripción y clasificación científica de los vegetales.[3]